# Александър Тунчев
Александър Тунчев е бивш български футболист, централен защитник, и настоящ треньор.

## Кариера

### Кариера като футболист
От 2002 до 2005 г. играе за Локомотив (Пловдив) като изиграва във всички турнири 81 мача и отбелязва 4 гола. Играл е също за ЦСКА София от декември 2005 г., капитан на отбора от 2007 г. От лятото на 2008 г. преминава в английския ФК Лестър Сити.
Предишни клубове: Хебър, Искър (София) и Беласица Петрич. Шампион на България, Носител на Суперкупата на България за 2004 г. и бронзов медалист през 2005 г. с Локомотив (Пловдив), Шампион на България през 2005 г. и 2008 г., Носител на Купа, Суперкупа на България и сребърен медалист за 2006 г. с ЦСКА София. В евротурнирите е изиграл 8 мача и е вкарал 2 гола (2 мача в Шампионска Лига и 2 мача за Купата на Уефа с Локомотив (Пловдив), 4 мача с 2 гола за ЦСКА София за Купата на Уефа). Автор на решаващи голове за ЦСКА в евротурнирите. За националния отбор има 11 мача и 1 победен гол срещу Люксембург в европейската квалификация, играна на 11 октомври 2006 г., завършила 1:0 за България. През 2012 г. подписва договор с полския Зеглембе Любин и изиграва успешни мачове с тима в полската Екстракласа.
След девет годишно прекъсване, през 2013 година се завръща в тима с който става шампион на България през 2004 – Локомотив (Пловдив). Договорът на Тунчев със „смърфовете“ е за 1 година. През лятото на 2014 г. се завръща в ЦСКА като свободен агент. През 2015 г. отново се завръща при „смърфовете“. През лятото на 2016 г. той прекратява футболната си кариера. През 2017 г. отново се завръща на футболния терен в състава на Локомотив (Пловдив).

### Треньорска кариера
На 20.06.2016 г. Тунчев става помощник треньор в Локомотив (Пловдив) в щаба на Илиан Илиев. Остава на поста също при ръководството на Едуард Ераносян и Бруно Акрапович. Заедно с Акрапович печели Купата на България през сезони 2018/19 и 2019/20 и Суперкупата на България през 2020.
На 11.11.2020 г. Тунчев е официално обявен за старши треньор на Локомотив (Пловдив), след като позицията няколко дни по-рано е изненадващо освободена от страна на Бруно Акрапович. Още в първия си сезон 2020/2021 г. начело на „смърфовете“ Тунчев води отбора до исторически успех – за втори път в своята история Локомотив (Пловдив) става вицешампион и печели сребърните медали.

## Успехи
Локомотив (Пловдив)
- Шампион на България 2004
- Суперкупа на България 2004

ЦСКА София
- Шампион на България 2005, 2008
- Купа на България 2006
- Суперкупа на България 2006

ФК Лестър Сити
- Първа лига 2008-09